# A Love to Last
A Love to Last é uma telenovela filipina exibida pela ABS-CBN entre 9 de janeiro e 22 de setembro de 2017, estrelada por Bea Alonzo, Ian Veneracion e Iza Calzado.

## Enredo
A história segue dois povos diferentes, Andeng (Bea Alonzo) e Anton (Ian Veneracion), que provarão que dois brokenhearts podem fazer seu amor último ou não.

## Elenco

### Elenco principal
- Bea Alonzo como Andrea "Andeng" Agoncillo
- Ian Veneracion como Antonio "Anton" Noble IV
- Iza Calzado como Grace Silverio-Noble
- Enchong Dee como Andrew Agoncillo
- Julia Barretto como Chloe Noble
- Ronnie Alonte como Christopher "Tupe" Dimayuga
- JK Labajo como Lucas Noble
- Hannah Lopez Vito como Kitty Noble

### Elenco de apoio
- Tirso Cruz III como Antonio "Tony" Noble III
- Perla Bautista como Carla "Mameng" Agoncillo
- Khalil Ramos como Red Hernandez
- Irma Adlawan como Virginia "Baby" Custodio-Agoncillo
- Melanie Marquez como Miriam "Mimi" Stuart
- Bernard Palanca como Tom Gonzales
- Justin Cuyugan como Gerry
- Matet de Leon como Tracy Buenaventura
- Arlene Muhlach como Noemi Agoncillo
- Anna Marin como Cecilia Hernandez-Noble
- Jenine Desiderio como Betty Agoncillo
- Denise Joaquin como Maggie Agoncillo
- Pamu Pamorada como Maxine
- Prince Stefan como Oscar
- Sam Thurman como Marcus
- Patricia Ysmael como Astrid
- Troy Montero como Michael
- Carla Martinez como Dianne Silverio
- Lilet como Amina Gonzales
- Michael Flores como Marlon Gonzales
- Alvin Anson como Simon Sumulong
- Cris Villanueva como Paul Silverio
- Lui Manansala como Yaya Diding
- Kim Molina como Anjanette
- Minnie Aguilar como Lota
- Kyra Custodio como Lucy
- Ethyl Osorio como Francia
- Trina "Hopia" Legaspi como Kath.
- Josh Ivan Morales como Berto
- Miguel Diokno como Santino Agoncillo
- Lance Lucido como Marty
- Aaliyah Belmoro
- Eric Nicolas como Gaston Dimayuga
- Marc Santiago como Donald Dimayuga
- Via Veloso como Susan
- Richard Manabat como Boyet Agoncillo
- Dwight Gaston como Jordan
- Via Carillo como Morgana Agoncillo
- Uajo Manarang como Vincent Agoncillo
- Khalil Ramos como Red Fernandez
- Jade Ecleo como Catherine Agoncillo
- Marianne Guidiotti como Karen Noble
- Erika Padilla como Melissa
- Riva Quenery como Coleen
- Luke Jickain como Mr. Salcedo
- Krystal Mejes
- Scott Tibayan como Fred

## Exibição
| País/Região      | Emissora | Data de estréia      | Data de final          | Título         |
| ---------------- | -------- | -------------------- | ---------------------- | -------------- |
| Filipinas        | ABS-CBN  | 9 de janeiro de 2017 | 22 de setembro de 2017 | A Love to Last |
| Estados Unidos   | TFC      | janeiro de 2017      | setembro de 2017       | A Love to Last |
| Canadá           | TFC      | janeiro de 2017      | setembro de 2017       | A Love to Last |
| Japão            | TFC      | janeiro de 2017      | setembro de 2017       | A Love to Last |
| Taiwan           | TFC      | janeiro de 2017      | setembro de 2017       | A Love to Last |
| Hong Kong        | TFC      | janeiro de 2017      | setembro de 2017       | A Love to Last |
| Malásia          | TFC      | janeiro de 2017      | setembro de 2017       | A Love to Last |
| Indonésia        | TFC      | janeiro de 2017      | setembro de 2017       | A Love to Last |
| Singapura        | TFC      | janeiro de 2017      | setembro de 2017       | A Love to Last |
| Papua-Nova Guiné | TFC      | janeiro de 2017      | setembro de 2017       | A Love to Last |
| Austrália        | TFC      | janeiro de 2017      | setembro de 2017       | A Love to Last |
| Nova Zelândia    | TFC      | janeiro de 2017      | setembro de 2017       | A Love to Last |
| Europa           | TFC      | janeiro de 2017      | setembro de 2017       | A Love to Last |
| Médio Oriente    | TFC      | janeiro de 2017      | setembro de 2017       | A Love to Last |